# Aphis polygonacea
Aphis polygonacea är en insektsart som beskrevs av Matsumura 1917. Aphis polygonacea ingår i släktet Aphis och familjen långrörsbladlöss. Inga underarter finns listade i Catalogue of Life.